# Tranche
Die Tranche (IPA: [tʁɑ̃ːʃə], anhörenⓘ oder [tʁɑ̃ːʃ], anhörenⓘ; französisch tranche, „Scheibe“, „Schnitte“) ist in vielen Fachgebieten der Teil eines Ganzen.

## Wirtschaft
Mehrere Fachgebiete benutzen das Wort mit unterschiedlichem Begriffsinhalt, je nachdem, ob Geld oder Güter aufgeteilt werden sollen.

### Bankwesen
Die Tranche ist im Kreditgeschäft nach Art. 4 Abs. 1 Nr. 67 CRR ein vertraglich festgelegtes Segment des mit einem oder mehreren Risikopositionen verbundenen Kreditrisikos. Tranchen sind Kreditabschnitte, die entweder zu bestimmten Terminen oder nach der Erfüllung bestimmter Auszahlungsvoraussetzungen abgerufen werden können. Beispielsweise kann die Revolving Credit Facility im internationalen Kreditverkehr innerhalb eines Rahmenkredits revolvierend in Anspruch genommenen werden; ihre Tranchen sind befristet und können nach Fristablauf bis zur Fälligkeit des Rahmenkredits prolongiert werden. Der Rahmenkredit der Term-Loan-Facility ist hinsichtlich Betrag, Laufzeit, Verzinsung und Rückzahlung vollständig festgelegt. Die Inanspruchnahme ihrer Tranchen muss bis zu einem bestimmten Zeitpunkt erfolgt sein, da der Rahmenkredit ansonsten verfällt. Bei der Immobilienfinanzierung erfolgen Auszahlungen gemäß § 3 Abs. 2 Nr. 2 MaBV in Tranchen, die sich nach dem Bauablauf richten.

#### Außenhandelsfinanzierung
Ein revolvierendes Akkreditiv sieht in der Außenhandelsfinanzierung die Ausnutzung des Akkreditivs in Tranchen vor, die sich erneuern, um den jeweiligen Wert der Teillieferungen abzudecken.

#### Kapitalmarkt
Auf dem Kapitalmarkt spricht man von Tranchen als Teilabschnitt einer Emission, wenn diese nicht sofort insgesamt auf dem Primärmarkt platziert werden soll, sondern sukzessive. Das ist bei Anleihen der Fall, deren Tranchen manchmal aus verschiedenen Fremdwährungen oder Nominalzinsen bestehen können, und bei Aktien, wenn genehmigtes Kapital vorliegt.

#### Kreditmarkt
Auf dem Kreditmarkt, nicht jedoch auf dem Bankenmarkt, gibt es mit der Unitranche-Finanzierung ein hybrides Finanzierungsinstrument, das ausschließlich durch Private-Equity-Gesellschaften oder Credit Funds kleinen und mittleren Unternehmen zur Verfügung gestellt wird.

#### Kredithandel
Im Kredithandel können zur Beurteilung einzelner Tranchen die Restwahrscheinlichkeiten (Kehrwert: Konfidenzniveaus) als Maß für die Wahrscheinlichkeit eines Totalausfalls herangezogen werden.
| Tranche                                             | Konfidenzniveau | Wahrscheinlichkeit für einen Totalverlust |
| --------------------------------------------------- | --------------- | ----------------------------------------- |
| First loss: Eigenkapital (und nachrangige Darlehen) | 88,42 %         | 11,58 %                                   |
| 1st second lost: Mezzanine                          | 98,98 %         | 1,02 %                                    |
| 2nd second loss: Mezzanine                          | 99,74 %         | 0,26 %                                    |
| 3rd second loss: Mezzanine                          | 99,95 %         | 0,05 %                                    |
| Third loss: Senior debt                             | 100,00 %        | 0,00 %                                    |

Die Verlustallokation beginnt mit der First Loss-Tranche, das ist die Equity-Tranche (inklusive nachrangige Darlehen), welche die ersten Verluste trägt und somit am risikobehaftesten ist. Es folgt mit der Mezzanine-Tranche die mittlere Risikostufe, während die sicherste Stufe die klassischen Kredite (englisch senior debt) darstellen. Diesen Risikoklassen lassen sich unterschiedliche Ratings zuordnen.
Bei Verbriefungen kann das gesamte Kreditrisiko „tranchiert“, also in diese drei Risikoklassen aufgeteilt werden. Wird durch Tranchierung eine nahezu risikolose „Senior-Tranche“ geschaffen, ist das Problem der Adverse Selektion gelöst. Auf diese Weise können ganze Kreditportfolien durch Tranchierung in nach Risikoklassen gestaffelte Ausfallwahrscheinlichkeiten aufgeteilt werden. Eine Collateralized Debt Obligation (CDO) besteht beispielsweise aus Tranchen, die jeweils ein einheitliches Tilgungsrisiko besitzen. Treten Kreditausfälle auf, sind die Tranchen aufgrund ihres Ranges verschieden spät betroffen. Auf dem Subprime-Markt kam es ab August 2007 zu einer Subprime-Krise, auch weil die in CDOs verbrieften schlechten US-amerikanischen Hypothekendarlehen massenhaft Kreditausfälle verzeichneten und sich dadurch ein Klumpenrisiko der CDOs verwirklichte.
Die Tranchierung führte bei CDOs dazu, dass Mezzanine- und Senior-Papiere speziell auch an institutionelle Anleger (insbesondere Versicherer und Pensionsfonds) verkauft werden konnten, denen es ansonsten gesetzlich untersagt ist, in riskante Papiere zu investieren.
„Mit Hilfe dieser Technik wurde aus einem Portfolio von relativ riskanten Krediten bis zu 97 Prozent Wertpapiere „gezaubert“, die als sehr sicher oder sicher eingestuft wurden.“ Der Sachverständigenrat der Bundesregierung zur Begutachtung der gesamtwirtschaftlichen Entwicklung verglich diese „Zauberei“ in seinem Jahresgutachten 2007/08 mit einer Wandlung von Landwein in Qualitätswein.

### Nichtbankensektor
Bei Nichtbanken gibt es Tranchen im Rahmen von Dauerschuldverhältnissen wie Bierlieferungsvertrag, Rahmenvertrag, Sukzessivlieferungsvertrag oder Werklieferungsvertrag. Sie beinhalten wirtschaftliche Teillieferungen, die Tranche genannt werden. Rechtlich handelt es sich meist nicht um Teillieferungen, weil mit jeder Tranche die Lieferpflicht erfüllt wird und wieder auflebt. Generell ist der Lieferant nämlich nicht zu Teillieferungen berechtigt (§ 266 BGB), doch ist diese Vorschrift abdingbar. Bei Teillieferungen eines zusammenhängenden Ganzen (etwa Sachgesamtheit) oder wenn die einzelnen Lieferungen erkennbar aus versandtechnischen Gründen nacheinander erfolgen, ist die Ablieferung mit der Entgegennahme der letzten Teillieferung bewirkt.

## Kochkunst
In Deutschland, Österreich und der Schweiz versteht man in der Kochkunst unter Tranchieren das richtige und kunstgerechte Zerlegen von Fleisch, Fisch und Geflügel, aber auch von Obst und Gemüse, Ergebnis ist die Tranche oder Scheibe.